# Samodzielny Referat Informacyjny Dowództwa Floty
Samodzielny Referat Informacyjny Dowództwa Floty (sam. ref. inf. D-twa Floty) - organ kontrwywiadowczy Dowództwa Floty, istniejący w latach 1924-1939.
Na podstawie zarządzenia organizacyjnego Ministerstwa Spraw Wojskowych z dnia 18 czerwca 1924 roku został utworzony Referat Informacyjny Dowództwa Floty.
Zadaniem Referatu było wykonywanie zadań w zakresie tajnej służby informacyjno-rozpoznawczej w Marynarce Wojennej. Oficerowie Referatu Informacyjnego służbowo i dyscyplinarnie podlegali dowódcy Floty, a w zakresie służby wywiadowczej otrzymywali zadania od szefa Oddziału II Sztabu Generalnego.
Do zakresu kompetencji Referatu Informacyjnego Dowództwa Floty należało:
- prowadzenie wywiadu politycznego o życiu organizacji i związków oraz obserwacja działalności mniejszości narodowych na wybrzeżu,
- ochrona tajemnic wojskowych w Marynarce Wojennej,
- zwalczanie wszelkiej akcji i agitacji antypaństwowej w marynarce,
- przeciwdziałanie obcemu wywiadowi i dywersji, likwidacja afer szpiegowskich i prowadzenie śledztw w tych sprawach w porozumieniu z organami sądowymi i prokuratorskimi.

Personel Referatu Informacyjnego tworzyło początkowo 2 oficerów, pracujących przez 2 rezydentury w Gdyni i Pucku, sieć agenturalną dla spraw polityczno-narodowościowych oraz oficerów informacyjnych i osoby zaufane na okrętach.
18 maja 1928 roku Minister Spraw Wojskowych ustanowił Samodzielny Referat Informacyjny przy Dowództwie Floty. Referat miał identyczną organizację jak samodzielne referaty informacyjne przy dowództwach okręgów korpusów. Pod względem fachowym referat podlegał szefowi Oddziału II Sztabu Generalnego, a pod względem służbowym dowódcy Floty. W skład referatu wchodził kierownik (oficer sztabowy) i referent (oficer młodszy) oraz kancelista (urzędnik cywilny III kategorii).

## Obsada personalna SRI Dowództwa Floty
Kierownicy
- kpt. Franciszek Ogarek (1927)
- por. mar. Konrad Namieśniowski (p.o. 1928[3] -1931[4][5])
- kpt. mar. Karol Kopiec (p.o. 1931[6] -1935)
- kmdr ppor. Tadeusz Mindak (1936-1938[7])

Referenci
- kpt. Antoni Kasztelan (1939)
- por. mar. Tadeusz Wysocki (do 9 XII 1932 → dyspozycja dowódcy Floty[1])